# 31 (numero)
Trentuno (cf. latino triginta unus, greco εἷς καὶ τριάκοντα) è il numero naturale dopo il 30 e prima del 32.

## Proprietà matematiche
- È un numero dispari.
- È un numero difettivo.
- È l'undicesimo numero primo, dopo il 29 e prima del 37 ed il terzo ad essere anche euclideo.
  - È un numero primo di Mersenne, {\displaystyle 31=2^{5}-1}. Come primo di Mersenne, 31 è collegato con il numero perfetto 496, da {\displaystyle 496=2^{5-1}\cdot (2^{5}-1)}.
  - È un numero primo primoriale, in quanto {\displaystyle \,31=2\cdot 3\cdot 5+1}.
  - È un primo permutabile con 13.
  - È un numero primo troncabile a destra.
- Compare nel polinomio f(n) = 6 * n 2 + 6 * n + 31, funzione che dà tutti numeri primi facendo variare n fra 0 e 28.
- È un numero triangolare centrato, pentagonale centrato e decagonale centrato.
- È un termine della successione di Mian-Chowla.
- È un numero colombiano nel sistema numerico decimale.
- È un numero che può essere scritto in due modi diversi come somma di potenze successive: {\displaystyle 31=5^{0}+5^{1}+5^{2}=2^{0}+2^{1}+2^{2}+2^{3}+2^{4}}. L'unico altro numero che gode di questa proprietà è 8191[1].
- È il primo numero il cui reciproco ha un periodo decimale dispari: {\displaystyle {1 \over 31}=0,{\overline {032258064516129}}}
- Da notare anche che le cifre decimali del suo reciproco se prese in gruppi di 5 e sommate, danno: {\displaystyle 03225+80645+16129=99999}
- È la somma di tre numeri primi consecutivi, 31 = 7 + 11 + 13.
- È parte della terna pitagorica (31, 480, 481).
- È un palindromo e un numero a cifra ripetuta nel sistema numerico binario.
- È altresì un numero a cifra ripetuta nel sistema di numerazione posizionale a base 5 (111).
- È un numero omirp.
- È un numero fortunato.
- È un numero felice.
- È un numero intero privo di quadrati.
- È un numero congruente.

## Astronomia
- 31P/Schwassmann-Wachmann è una cometa periodica del sistema solare.
- 31 Euphrosyne è un asteroide della fascia principale del sistema solare.
- NGC 31 è una galassia spirale della costellazione della Fenice.
- M 31 è la Galassia di Andromeda, la più vicina alla nostra.

## Astronautica
- Cosmos 31 è un satellite artificiale russo.

## Chimica
- È il numero atomico del gallio (Ga).

## Simbologia

### Smorfia
- Nella smorfia il numero 31 è il padrone di casa.

### Giochi
- È il numero minimo di movimenti per spostare da un paletto all'altro una Torre di Hanoi composta da 5 anelli.
- Le carte siciliane offrono la possibilità di giocare a trentuno.

## Convenzioni

### Calendario
- I mesi di gennaio, marzo, maggio, luglio, agosto, ottobre e dicembre hanno tutti 31 giorni.

## Erotismo
- Il Trentuno è una forma antica di gang bang.[2]